# Stilbus atomarius
Stilbus atomarius là một loài bọ cánh cứng trong họ Phalacridae. Loài này được Linnaeus miêu tả khoa học năm 1767.